# Barr (Francja)
Barr – miejscowość i gmina we Francji, w regionie Grand Est, w departamencie Dolny Ren.
Według danych na rok 1990 gminę zamieszkiwało 4839 osób, 235 os./km².